# Мультипликационные войны, часть I
Мультипликационные войны, часть I (англ. Cartoon Wars Part I) — эпизод 1003 (№ 142) сериала «Южный Парк», его премьера состоялась 5 апреля 2006 года.

## Сюжет
Сериал Гриффины хочет пустить в эфир изображение пророка Мухаммеда. Исламский мир в ярости, горожане паникуют. Кайл соглашается помочь Картману снять опасную серию с эфира. Однако, в итоге он понимает, что целью Картмана является отмена всего сериала, поскольку Эрика раздражают сравнения его шуток с шутками из «Гриффинов». Понимая, что Картман запугал его террористами, Кайл решает помешать ему и добиться появления Мухаммада в «Гриффинах».
Продолжением этого эпизода является эпизод «Мультипликационные войны, часть II».

## Пародии
- Серия посвящена карикатурному скандалу 2005—2006 годов, связанному с публикацией карикатур на Мухаммада в датской газете.
- После того, как жители укрылись в центре, можно увидеть библиотекаря из серии «Куролюб».
- В одной из сцен серии «Гриффинов», показанной в эпизоде, Питер Гриффин и его школьный футбольный тренер подражают поп-дуэту 70-х Captain & Tennille и поют их хит «Love Will Keep Us Together».
- Сцена погони Кайла за Картманом пародирует различные автомобильные погони в разных фильмах.
- Сон Кайла с ядерным взрывом напоминает сон Сары Коннор в «Терминаторе 2».
- В конце серии, в титрах, слышно, как кто-то пукает и нюхает. Это отсылка к эпизоду «Угроза самодовольства!», где в титрах было то же самое.
- В начале серии персонажи обсуждают мультсериал Гриффины, и описание точно соответствует самому сериалу South Park.
- Взрыв велосипеда Кайла после падения со скалы (в действительности ничего подобного с велосипедом произойти не может) — пародия на чересчур красочные падения автомобилей и поездов во многих других фильмах.